# Charles Mollien
Charles Mollien, né le 4 août 1835 à Boves (Somme) et mort le 17 janvier 1879 à Chaulnes (Somme), est un homme politique français.

## Biographie
Il fait ses études de médecine au Val de Grâce et est médecin militaire pendant la Guerre de 1870, aux armées du Rhin, de la Loire et de l'Est. Après la guerre, il s'installe à Péronne et y exerce la médecine.
Il est élu conseiller général du canton de Chaulnes en 1871. En 1876, il est élu député de la Somme et siège à la Chambre au groupe de la Gauche républicaine. Adversaire de l'Ordre moral, il est l'un des 363 députés qui refusent de voter la confiance au gouvernement Albert de Broglie, lors de la crise du 16 mai 1877. Il est réélu en 1877 et vote constamment avec la gauche. Il meurt en cours de mandat le 6 avril 1879.

## Sources
- « Charles Mollien », dans Adolphe Robert et Gaston Cougny, Dictionnaire des parlementaires français, Edgar Bourloton, 1889-1891 [détail de l’édition]